# تپه چیا بی کسه
تپه چیا بی کسه مربوط به دوره کالکولتیک ـ مفرغ ـ اشکانی ـ سلجوقی است و در شهرستان کوهدشت، بخش رومشگان، دهستان رومشگان شرقی، روستای چغابور  واقع شده و این اثر در تاریخ ۸ بهمن ۱۳۸۵ با شمارهٔ ثبت ۱۷۰۹۹ به عنوان یکی از آثار ملی ایران به ثبت رسیده است.